# Caminis
Caminis (em árabe: قمينس; romaniz.: Qaminis) é uma cidade na Líbia situada no distrito de Bengasi.